# KkStB-Tenderreihe 74
| KFNB 0 / kkStB 74 / BBÖ 74 | KFNB 0 / kkStB 74 / BBÖ 74 | KFNB 0 / kkStB 74 / BBÖ 74 |
| -------------------------- | -------------------------- | -------------------------- |
| kein Bild vorhanden        |                            |                            |
| Technische Daten           |                            |                            |
| Anzahl der Achsen          | 3                          | 3                          |
| Baujahr                    | 1895–1908                  | 1895–1908                  |
| Stückzahl                  | 57                         | 57                         |
| Radstand                   | 3200 mm                    | 3200 mm                    |
| Laufrad-Ø                  | 970 mm                     | 970 mm                     |
| LüP                        | 6532 mm                    | 6532 mm                    |
| Wasser                     | 14,8 m³                    | 14,8 m³                    |
| Kohle                      | 7,5 m³                     | 7,5 m³                     |
| Leergewicht                | 16,1 t                     | 16,5 t                     |
| Dienstgewicht              | 37,1 t                     | 37,5 t                     |
| gekuppelt mit Lokomotiven  | 308, 227                   | 308, 227                   |

Die kkStB-Tenderreihe 74 war eine Schlepptenderreihe der kkStB, deren Tender ursprünglich von der Kaiser Ferdinands-Nordbahn (KFNB) stammten.
Die KFNB beschaffte diese Tender für ihre Lokomotiven ab 1895.
Sie wurden von der Wiener Neustädter Lokomotivfabrik geliefert.
Bei der KFNB wurden sie als Tenderreihe O bezeichnet.
Nach der Verstaatlichung der KFNB reihte die kkStB diese Tender als Reihe 74 ein und kuppelte sie weiterhin nur mit Lokomotiven der
ehemaligen Nordbahn.